# Guyvalvoria gruzovi
Guyvalvoria gruzovi is een slakkensoort uit de familie van de Eubranchidae. De wetenschappelijke naam van de soort is voor het eerst geldig gepubliceerd in 2006 door Martynov.